# 해 아래 햇살
해 아래 햇살은 한국에서 제작된 임성찬 감독의 2000년 드라마 영화이다. 정희채 등이 주연으로 출연하였다.

## 출연

### 주연
- 정희채
- 윤제문
- 이혜진

## 제작진
- 제작진행: 최진호
- 제작진행: 안언상
- 촬영부: 김영래
- 촬영부: 김성환
- 촬영부: 최영준
- 촬영부: 김무유
- 촬영부: 정정수
- 조명: 이주생
- 조명부: 신상렬
- 조명부: 조동성
- 조명부: 김성균
- 스틸: 이재근
- 연출부: 진승범
- 연출부: 이지혜
- 동시녹음: 손규식
- 믹싱: 김수덕
- 미술: 신아가
- 특수장비: 하승찬
- 옵티컬: 서광렬
- 자막: 주광동
- 분장: 김재옥
- 네가편집: 남나영
- 네가편집: 이수연
- 녹음부: 조성태
- 녹음부: 진세민
- 녹음부: 윤태윤
- 녹음부: 김찬우
- 발전차: 이정복
- 색보정: 최두영
- 조연출: 이석훈
- 콘티: 김종기